# Тодрия, Вениамин Ивлианович
Вениамин Ивлианович Тодрия (10 мая 1908 года, село Гутури, Гурийский уезд, Кутаисская губерния, Российская империя — дата смерти неизвестна) — главный агроном Урекского совхоза Министерства сельcкого хозяйства СССР, Махарадзевский район, Грузинская ССР. Герой Социалистического Труда (1949).

## Биография
Родился в 1908 году в крестьянской семье в селе Гутури Гурийского уезда (сегодня — Чохатаурский муниципалитет). Окончил местную начальную школу. Трудился в личном сельском хозяйстве. Проходил срочную службу в Красной Армии. После окончания в 1934 году сельскохозяйственного института трудился на различных хозяйственных должностях в сельском хозяйстве Кобулетского района Аджарской АССР. В 1941 году вступил в ВКП(б).
В декабре 1941 года призван в Красную Армию по мобилизации. Воевал в составе 796-го стрелкового полка 141-й стрелковой дивизии. В последние годы войны служил начальником вещевой службы тылового обеспечения.
В декабре 1945 года демобилизовался и возвратился в Грузию. Трудился главным агрономом Урекского совхоза Махарадзевского района с центром в селе Уреки.
Применял передовые агротехнические методы при культивировании цитрусовых. В 1948 году совхоз сдал государству в среднем с каждого дерева по 873 мандарин с 11491 плодоносящих мандариновых деревьев. Указом Президиума Верховного Совета СССР от 5 июля 1949 года удостоен звания Героя Социалистического Труда за «получение высоких урожаев сортового зелёного чайного листа и цитрусовых плодов в 1948 году» с вручением ордена Ленина и золотой медали «Серп и Молот».
Этим же Указом званием Героя Социалистического Труда были награждены директор совхоза Алфесий Семёнович Трапаидзе, заведующий отделением Илья Васильевич Маглакелидзе, бригадир Фёдор Григорьевич Анчербак, рабочие Ольга Егоровна Беломестнова, Кирилл Семёнович Мазурик, Ольга Кирилловна Мазурик, Мария Яковлевна Колыбельникова, Ольга Фёдоровна Пашкова, Меланья Артёмовна Радченко, Зинаида Васильевна Ряшенцева, Хайрула Силеевич Хайбрахимов.
Дальнейшая судьба не известна. Умер не ранее 1985 года.
Награды
- Герой Социалистического Труда
- Орден Ленина
- Орден Отечественной войны 2 степени (11.03.1985)
- Орден Красной Звезды (20.09.1945)
- Медаль «За отвагу» (26.06.1943)
- Медаль «За оборону Кавказа» (01.05.1944)